# 絞死刑 (映画)
『絞死刑』（こうしけい）は大島渚が監督した1968年公開の日本映画作品である。

## 概要
死刑制度の原理的問題や、在日朝鮮人の問題などを描く。117分、35ミリの白黒作品。創造社およびATG提携作品。ATG配給。本作は、ATGが独立プロダクションと制作費を折半する「一千万円映画」の第一弾である。

## 内容
主人公の在日朝鮮人死刑囚"R"は強姦致死等の罪で絞首刑に処せられた。しかし信じられないことに絞縄にぶら下がったRの脈はいつまで経っても停止せず、処刑は失敗する。縄を解かれたRは刑務官たちの努力の末に漸く意識を取り戻すが、処刑の衝撃で記憶を失い心神喪失となっていた。刑事訴訟法により、刑の言い渡しを受けた者が心神喪失状態にあるときには執行を停止しなければならない。刑務官たちは再執行のために彼に記憶と罪の意識を取り戻させようと躍起になるが、Rの無垢な問いかけは彼らの矛盾を鋭く抉ってゆく。忠実に再現したという死刑場を舞台に延々と続くやりとりは、死刑制度の原理的な問題から在日朝鮮人差別の問題、さらには貧困を背景とした犯罪心理にも及ぶ。
Rは1958年の小松川事件の犯人、金子鎮宇（李珍宇）をモデルにしている。

## スタッフ
- 製作 - 中島正幸、山口卓治、大島渚
- 監督 - 大島渚
- 監督助手 - 小笠原清
- 脚本 - 田村孟、佐々木守、深尾道典、大島渚
- 撮影 - 吉岡康弘
- 音楽 - 林光
- 美術 - 戸田重昌
- 録音 - 西崎英雄
- 編集 - 白石末子
- 監修 - 向江璋悦

## 出演者
- R - 尹隆道[1]
- 拘置所長 - 佐藤慶
- 教育部長 - 渡辺文雄
- 教誨師 - 石堂淑朗
- 保安課長 - 足立正生
- 医務官 - 戸浦六宏
- 検事 - 小松方正
- 検察事務官 - 松田政男
- 女 - 小山明子
- ナレーター - 大島渚

## ロケ地
- 国鉄（現ＪＲ）総武線の新小岩駅南口